# Отёй, Даниэль
Даниэ́ль Отёй (фр. Daniel Auteuil; род. 24 января 1950, Алжир) — французский актёр и режиссёр, призёр Каннского кинофестиваля, обладатель премии BAFTA («Жан де Флоретт») и ряда других кинонаград. Сыграл более 70 ролей и в качестве режиссёра снял 4 фильма.

## Биография

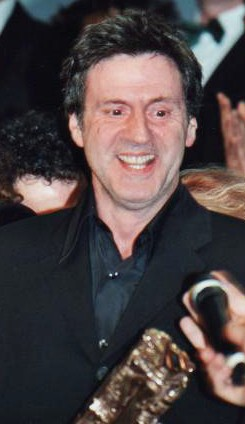
2000 год

Родился 24 января 1950 года в Алжире. Вырос в семье оперных певцов. Впервые почувствовал себя драматическим актёром в лицейском спектакле «Предложение» Чехова.
Провалившись на экзамене в Национальную консерваторию драматического искусства, поступает на Курсы Флорана. Потом играет в разных театральных антрепризах, в том числе и в Национальном народном театре (ТНП), где его приметил режиссёр Жирар Пирес и предложил роль в фильме «Агрессия» (1974), а следом в картине «Берегите глаза» (1975). Клод Зиди снимает его в картинах «Придурки на экзаменах» (1980) и «Придурки на каникулах» (1982).
Первую серьёзную роль — гангстера-недотёпы — ему предлагает Эдуар Молинаро в 1982 в фильме «Ограбь банк и тебе ничего не будет» (в русском варианте «Миллион — не деньги»). 
Он оказывается всё ближе к настоящему успеху, снимаясь в картине Э. Молинаро «Любовь тайком» (1984), где встречается с Эмманюэль Беар. Их гармоничный дуэт привлекает внимание Клода Берри, который приглашает их в свою дилогию по М. Паньолю «Жан де Флоретт» (1986) и «Манон с источника» (1986) — оба получают за свои роли премии Сезар. С этого момента Даниэль становится одним из самых популярных и высокооплачиваемых актеров во Франции.
В дальнейшем он будет некоторое время вместе с Эммануэль Беар, играя с ней на сцене в «Двойном непостоянстве» Мариво, а в кино — в фильмах «Сердце зимой» (1992, премия «Феликс-93» за роль), «Французская женщина» (1995). Но в целом их карьеры развиваются параллельно.
Отёй пробует себя в разных жанрах: в историческом портрете убийцы Ласнера («Ласнер» Ж. Жиро, 1990), в мелодраме «Моё любимое время года» (1993) А. Тешине и «Расставании» (1994) у К. Венсана. С огромным темпераментом Отёй сыграл роль Генриха Наваррского в «Королеве Марго» (1994) Патриса Шеро.
В 2013 году его выбирают членом жюри основного конкурса Каннского кинофестиваля.
В 2018 году он появляется на экране вместье с Депардье в комедии "Любовник моей жены", а в 2019 г. - в драматической комедии Николя Бедоса «Прекрасная эпоха» (в которой главный герой отправляется в прошлое, чтобы вновь пережить тот день, когда он встретил любовь всей своей жизни).

## Личная жизнь
Некоторое время актер состоял в отношениях с актрисой Марианн Деникур. 22 июля 2006 года в Порто-Веккьо на острове Корсика Даниэль женился на скульпторе Оде Амброджи; у пары есть сын Жак (род. 24 сентября 2009 года). Кроме того, у актера есть две дочери: Аврора (от Энн Жуссе) и Нелли (от Эмманюэль Беар, отношения с которой продолжались 10 лет).

## Фильмография
- 1979 — У героев не мёрзнут уши / Les Héros n’ont pas froid aux oreilles
- 1979 — За нас двоих / À nous deux
- 1979 — Глупый, но дисциплинированный / Bête mais discipliné
- 1980 — Придурки на экзаменах / Les sous-doués
- 1980 — Банкирша / La Banquière
- 1981 — Клара и симпатяги / Clara et les Chics Types
- 1981 — Мужчины предпочитают толстушек / Les Hommes preferent les grosses
- 1982 — Придурки на каникулах / Les Sous-doués en vacances
- 1982 — Ограбь банк, и тебе ничего не будет / Pour 100 briques t’as plus rien…
- 1982 — Осведомитель / L’Indic
- 1984 — Любовь тайком
- 1985 — Отель «Палас» / Palace
- 1986 — Жан де Флоретт / Jean de Florette
- 1986 — Манон с источника / Manon des sources
- 1988 — Несколько дней со мной / Quelques jours avec moi
- 1989 — Ромео и Джульетта / Romuald et Juliette
- 1991 — Моя жизнь — ад / Ma vie est un enfer
- 1992 — Сердце зимой / Un coeur en hiver
- 1993 — Любимое время года / Ma saison préférée
- 1994 — Королева Марго / La Reine Margot
- 1994 — Расставание / La Séparation
- 1995 — Французская женщина / Une femme française
- 1996 — День восьмой / Le Huitième jour
- 1996 — Воры (мелодрама) / Les Voleurs
- 1997 — Война Люси / Lucie Aubrac
- 1997 — К бою / Le Bossu
- 1999 — Эскорт / Mauvaise passe
- 1999 — Дорога в ад / The Lost Son
- 1999 — Девушка на мосту / La Fille sur le pont
- 2000 — Маркиз де Сад / Sade
- 2000 — Вдова с острова Сен-Пьер / La Veuve de Saint-Pierre
- 2001 — Вайонт[итал.]
- 2001 — Хамелеон / Le Placard
- 2002 — Соперник / L’Adversaire
- 2003 — Ключи от машины / Les Clefs de bagnole
- 2003 — Знаки страсти / Petites coupures
- 2003 — Только после Вас! / Après vous…
- 2003 — Легенда о красном драконе / Rencontre avec le dragon
- 2004 — Холостой выстрел / Nos amis les flics
- 2004 — Странное преступление / Sotto falso nome
- 2005 — Один уходит — другой остаётся / L’Un reste, l’autre part
- 2005 — Набережная Орфевр, 36 / 36 Quai des Orfèvres
- 2005 — Рисуй или занимайся любовью / Peindre ou faire l’amour
- 2005 — Скрытое / Caché
- 2006 — Мой лучший друг / Mon meilleur ami
- 2006 — Наполеон / N (Io e Napoleone)
- 2006 — Шпионские страсти / L’Entente cordiale
- 2006 — Дублёр / La Doublure
- 2007 — Гость / L’invité
- 2007 — Диалог с моим садовником / Dialogue avec mon jardinier
- 2007 — Второе дыхание / Le Deuxième Souffle
- 2008 — Однажды в Марселе / MR 73
- 2008 — Крутой папаша / 15 с половиной лет / 15 ans et demi
- 2008 — Нас двое / La Personne aux deux personnes
- 2009 — Я её любил. Я его любила./ Je l’aimais
- 2011 — Дочь землекопа / La fille du puisatier
- 2012 — Сторож /Le guetteur — дивизионный комиссар Матео
- 2013 — У порога зимы / Avant l’hiver — доктор Поль
- 2013 — Мариус / Marius — Сезар
- 2017 — Блестяще / Le Brio — Пьер Мазар
- 2018 — Donnant, donnant
- 2018 — Приключения Реми / Remi sans famille - Виталис
- 2019 — Прекрасная эпоха / La belle époque — Виктор Дрюмон
- 2021 — Прощайте, месье Хафманн / Adieu Monsieur Haffmann — Хафманн.